# 케이프커내버럴 우주군 기지

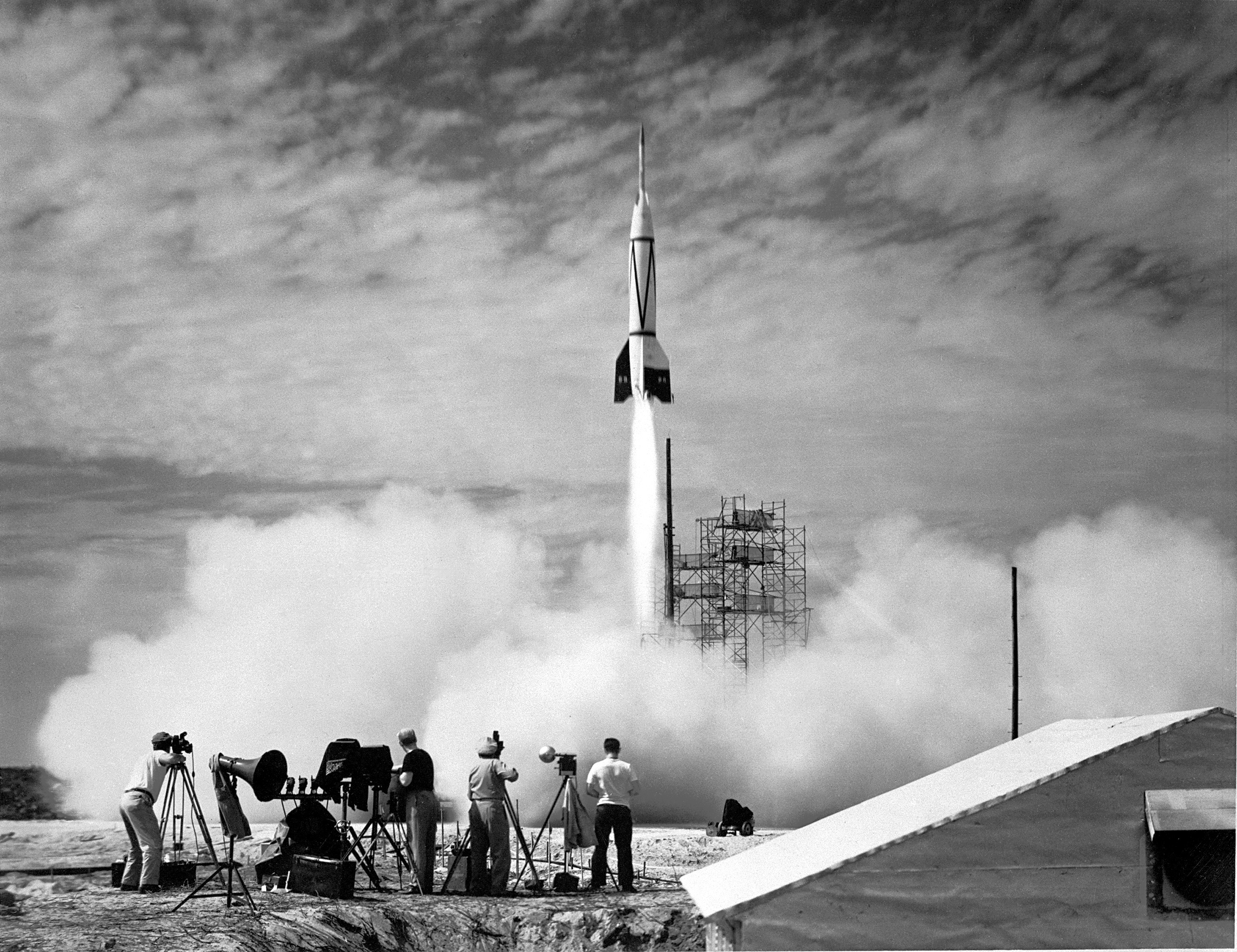
1950년 7월 24일 시험발사된 Bumper V-2 로켓이 최초로 발사된 미사일이다.

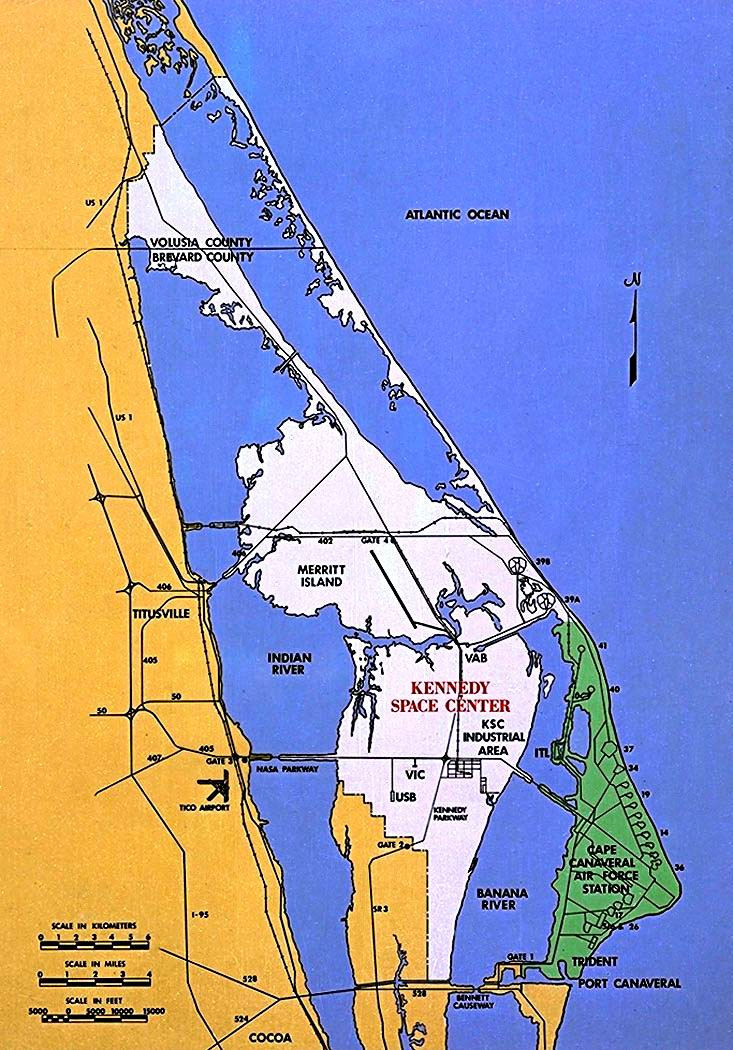
케이프커내버럴 공군 기지(녹색), 케네디 우주센터(흰색)

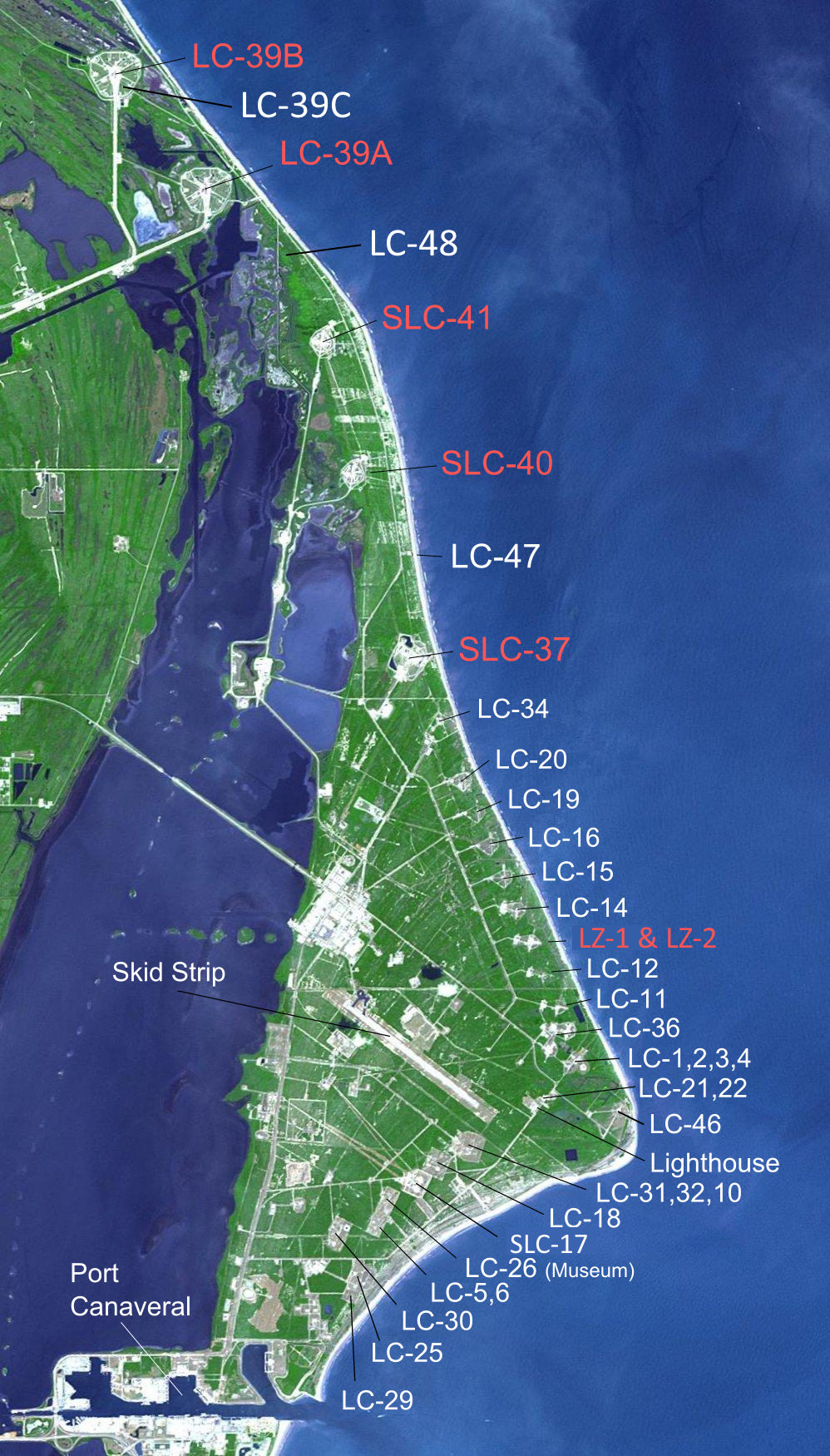
케이프커내버럴 47개 발사대 중 6개만이 현재 사용중이다.

케이프커내버럴 공군 기지(-空軍基地, 영어: Cape Canaveral Air Force Station, CCAFS)는 미국 플로리다주 케이프커내버럴에 있는 미공군의 기지다.

## 역사

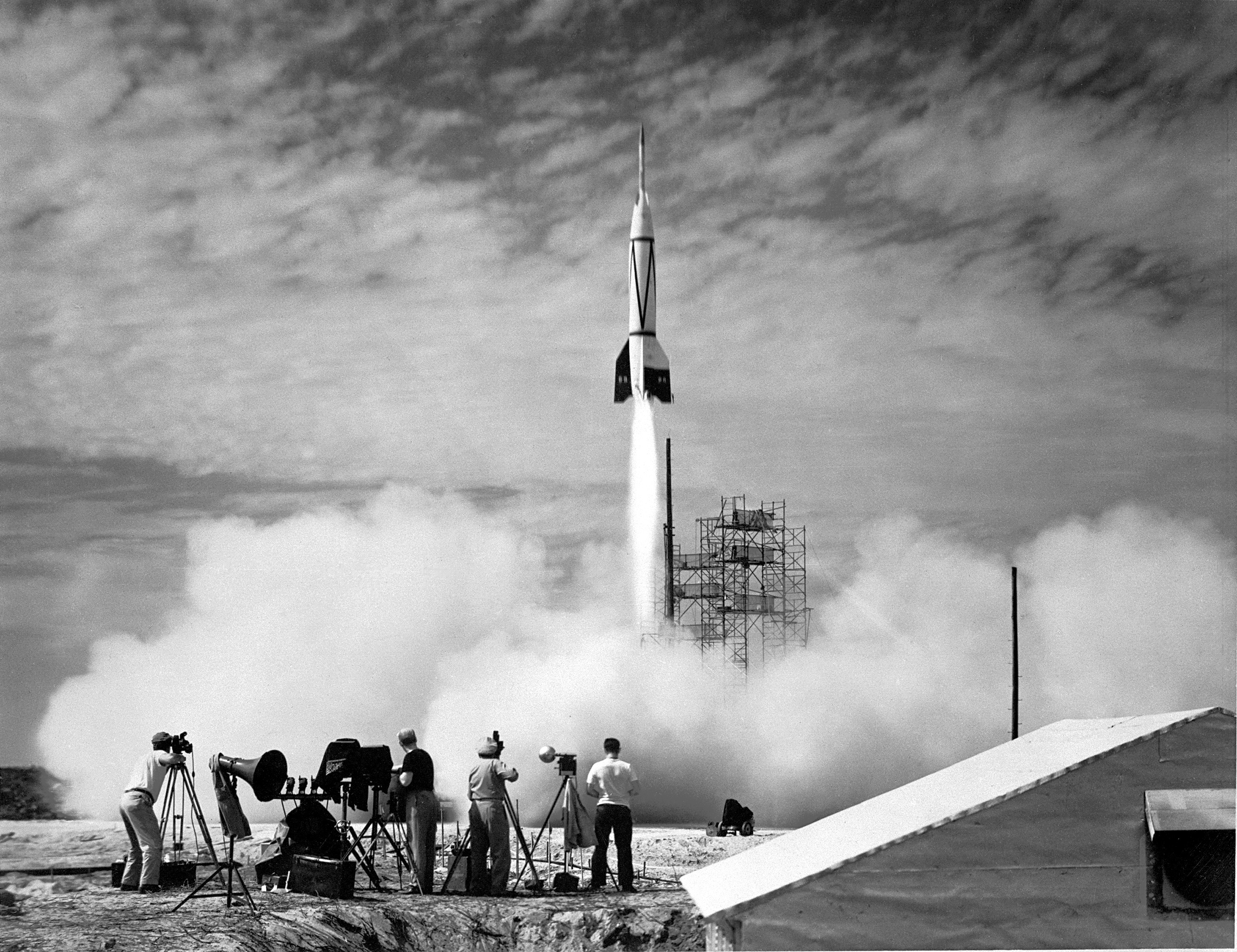
범퍼 V-2 로켓은 케이프커내버럴에서 발사된 최초의 미사일이다.

공군 기지는 케네디 우주센터(KSC)와 인접해 있다.
미국 공군에서 분리하여 미국 우주군이 창설됨에 따라, 2020년부터는 케이프커내버럴 우주군 기지로 이름이 변경되었다.
제45우주비행단이 배치되어 있다.
길이 3,048 m(10,000 ft)의 활주로 1개가 있다.

## 발사 시설
1950년부터 총 47개의 발사 시설이 설치되었다. 현재는 6개의 발사대만 운용하고 있다.
- SLC-37B 발사대: 델타 IV 헤비 로켓
- SLC-41 발사대: 아틀라스 V 로켓
- SLC-40 발사대: 스페이스X의 팰컨 9 로켓
- LC-39A 발사대: 스페이스X의 팰컨 9, 팰컨 헤비 로켓
- LC-39B 발사대: 스페이스X의 팰컨 9 로켓
- LZ-1, LZ-2 착륙장 (구 LC-13 발사대): 스페이스X의 팰컨 9, 팰컨 해비 부스터 착륙장

현재 5개의 발사 시설이 재사용을 위해 리모델링 과정에 있다.
- LC-11 발사대 > BE-4 테스트 구역: 블루 오리진의 뉴 글렌 로켓
- LC-36 발사대 > LC-36A 발사대: 블루 오리진의 뉴 글렌 로켓
- LC-36 발사대 > LC-36B 발사대: 블루 오리진의 뉴 글렌 로켓
- LC-16 발사대 > LC-16 발사대: 렐러티비티 스페이스의 테란 1 로켓
- LC-20 발사대 > LC-20 발사대: 파이어플라이의 알파, 베타 로켓

## 박물관
공군 기지 안에는 공군 우주 미사일 박물관이 있다.

## 같이 보기
- 반덴버그 공군 기지(VBG)
- 케네디 우주 센터(KSC)
- 에드워즈 공군 기지
- 공군비행시험센터(영어판)